# Борис III
Борис III (30 января 1894 — 28 августа 1943) — царь Болгарии с 1918 по 1943 годы из Саксен-Кобург-Готской династии. Имел чин германского адмирала (1916). Был очень популярным монархом и является одним из ключевых персонажей балканской истории между двумя мировыми войнами и во время Второй мировой войны. Вступил на престол в возрасте 24 лет после поражения Болгарии в Первой мировой войне, где она выступила на стороне Германии, и отречения отца. Принял страну в состоянии на грани хаоса. Несмотря на все усилия подавить деятельность как левых, так и правых экстремистов и стабилизировать болгарскую политику, был фактически беспомощен во время авторитарных правительств Александра Стамболийского, затем Александра Цанкова. После переворота 19 мая 1934 года и контрпереворота 21-22 января 1935 года был установлен режим личной власти царя Бориса. В 1930 году женился на дочери Виктора Эммануила III — Джованне Савойской.

## До вступления на престол

### Рождение и крещение
30 января 1894 года в пять часов восемнадцать минут утра ста выстрелами из пушек было объявлено о рождении первого сына правящего великого князя Болгарии (позднее — царя) Фердинанда I и его супруги Марии Луизы Бурбон-Пармской — Бориса, князя Тырновского.
Политическая ситуация в Болгарии того времени была довольно тяжёлой. Новообразованное (Великое княжество с 1878 года) православное государство, вассал мусульманской Османской империи, управлялось двумя католиками, Фердинандом и его супругой. Отношения с православной Российской империей были плохими, так как русские императоры были недовольны тем, что уроженец Австро-Венгрии католик Фердинанд был избран великим князем Болгарии болгарской ассамблеей антирусской направленности, и отказывались его признавать. Религия всегда играла очень важную роль на Балканах.
Хотя тырновский князь Борис первоначально был крещён в католическую веру, Фердинанд I серьёзно размышлял о том, чтобы Борис перешёл в православие, что позволило бы ему не только установить более тесные отношения с собственным народом, но и улучшить их с Россией. Такое развитие событий могло осложнить отношения с Европой, в частности, папа Лев XIII угрожал отлучением, австрийский император Франц-Иосиф I — войной, а Мария Луиза была крайне набожна и выступала категорически против. В конце концов, государственные соображения перевесили, и 15 февраля 1896 года малолетний Борис был крещён в православие, при этом его крёстным отцом стал российский император Николай II. Фердинанд I за это был отлучён от католической церкви, а его супруга со вторым сыном, князем Кириллом, католиком, покинула двор на некоторое время.

### Воспитание и образование

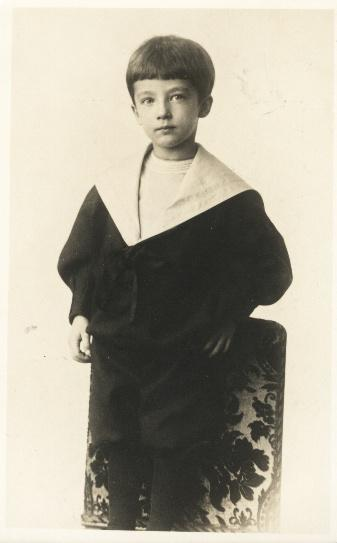
Борис III в возрасте 5 лет.
Фото, ок. 1900

31 января 1899 года мать Бориса скончалась сразу после рождения второй дочери Надежды. Его воспитанием занималась бабушка по отцу, княгиня Клементина Орлеанская, дочь французского короля Луи-Филиппа. Она умерла 16 февраля 1907 года, после чего образованием князя занялся его отец. Он лично отобрал учителей и проинструктировал их быть как можно строже.
Фердинанд придавал особое значение изучению естественнонаучных дисциплин, к которым Борис не потерял интерес в течение всей жизни. Его, как и отца, очень интересовала техника, особенно локомотивы. В сентябре 1910 года Борис сдал экзамен на железнодорожного механика.
Тем не менее, Борис довольно тяжело воспринимал жизнь во дворце вместе с отцом, человеком авторитарного склада, и называл её «тюрьмой».
В январе 1906 года в чине поручика поступил в Военное училище. Окончил в 1912 году вместе с 32-м выпуском и получил звание капитана.

### Политические события до воцарения

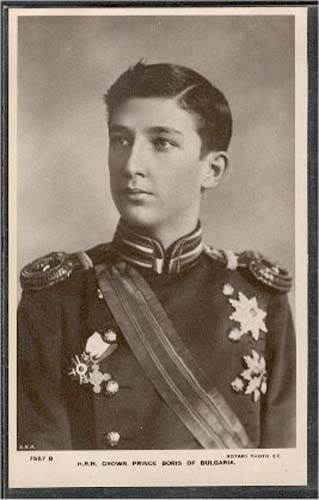
Борис III в возрасте ок. 15 лет. Снимок сделан в начале 1910-x гг.

22 сентября 1908 года Фердинанд I вступил на царский престол и объявил о полной независимости страны.
Начиная с 1911 года, наследный великий князь Борис начал выезжать за границу и постепенно выходил из-под влияния отца. Также он становился известен на международной арене. В том же году он присутствовал на коронации Георга V в Лондоне и на похоронах бывшей королевы Португалии Марии Пии в Турине, где он вошёл в круг глав государств и членов королевских семей. 1 сентября 1911 года, во время визита к своему крёстному Николаю II, Борис стал свидетелем убийства премьер-министра Петра Столыпина, застреленного на его глазах в киевской опере.
В январе 1912 Борис достиг совершеннолетия. До этого он рассматривал себя приверженцем двух ветвей христианства — православия и католицизма, — но после исповедовал только православие. В том же месяце ему было присвоено звание капитана. Через девять месяцев началась Первая Балканская война, в которой сербы, греки, черногорцы и болгары объединились против Османской империи, чтобы освободить Македонию. Борис участвовал в войне в качестве офицера связи при Штабе действующей армии и часто находился на передовой.
Несмотря на победу в войне, Болгария и её союзники не смогли поделить плоды победы. Тогда Болгария решила напасть на своих прежних союзников и начала в 1913 году Вторую Балканскую войну за раздел Македонии. Борис снова находился в действующей армии. Война кончилась для Болгарии катастрофой, так как большая часть армии пострадала от эпидемии холеры. Борис, наблюдавший всё это, по окончании войны стал убеждённым пацифистом.
После такого военного фиаско, отречение Фердинанда от престола казалось неизбежным. Борису предлагали покинуть дворец, отправиться в войска, чтобы не ассоциироваться с политикой отца и приготовиться к восшествию на престол. Он отказался, ответив: «Я не держусь за власть, если монарх уйдёт, я уйду вместе с ним». Фердинанд не отрёкся, а Бориса отправили в высшую военную школу, где он содержался в тех же условиях, что и другие курсанты. В 1915-м Борис закончил Военную академию.

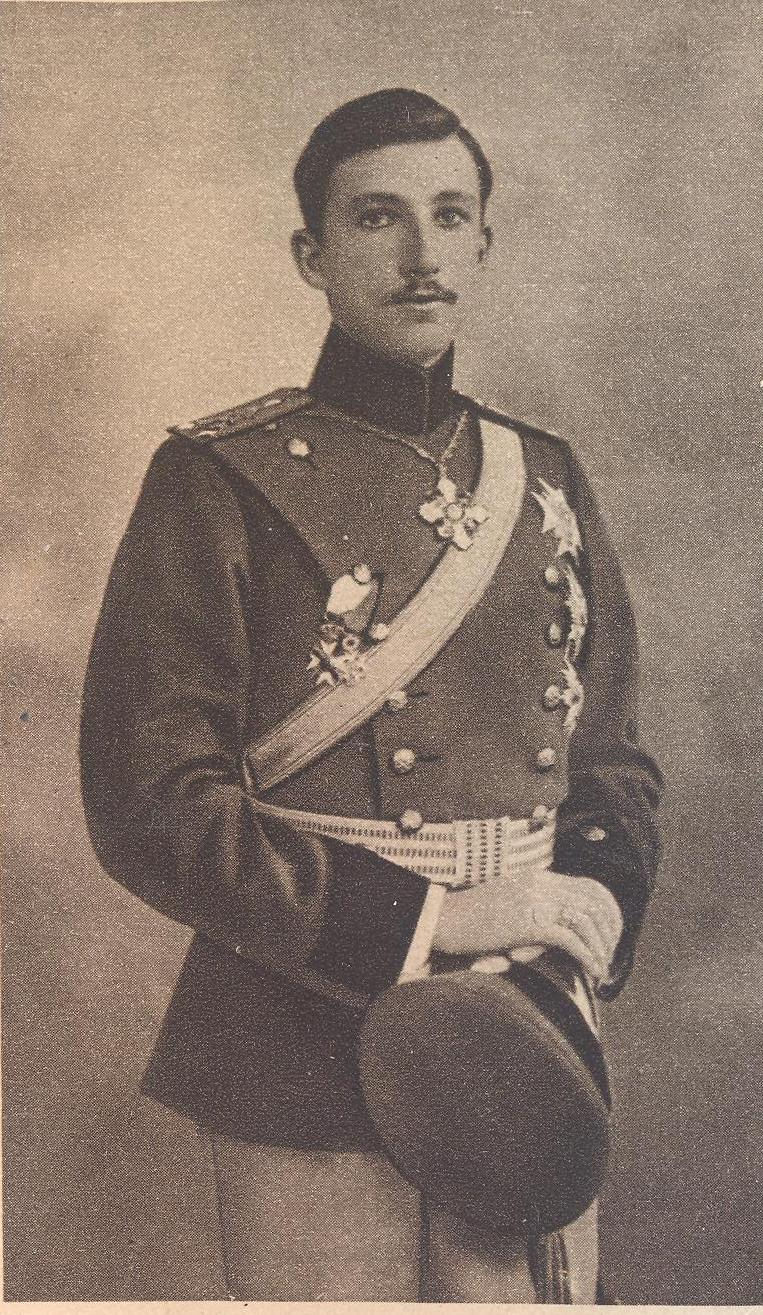
Борис III в возрасте 21 года. Фото, 1915

В 1915 году Фердинанд I, подогреваемый реваншистскими настроениями, заставил Болгарию вступить в Первую мировую войну на стороне Германии и Австро-Венгрии. Борис протестовал против этого решения, за что попал под арест на несколько дней. После освобождения князь был назначен офицером специальной миссии Генерального штаба болгарской армии, состоявшей в основном в координации действий разных фронтов и контроля за качеством военных операций. На этом посту он регулярно оказывался на линии фронта и лично познакомился со многими офицерами. С февраля 1916 года — майор, а с января 1918 года — подполковник. Сразу после воцарения получил звание генерал-майора, а в октябре 1928 — генерала от инфантерии.

## Правление

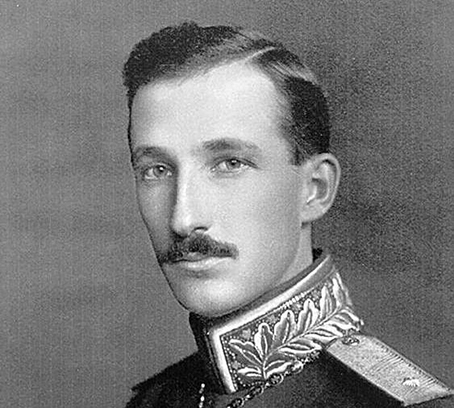
Царь Болгарии Борис III в 1919 году

### Вступление на престол
Болгария при Фердинанде потерпела несколько крупнейших военных поражений:
- Во Второй Балканской войне, в результате чего Болгария вынуждена была передать соседям значительные территории, а также вынуждена была платить им репарации;
- В Первой мировой войне, в результате чего по Нёйискому мирному договору потеряла территории, в том числе выход к Эгейскому морю, и должна была выплатить значительные репарации победителям.

Население было недовольно, а страны, победившие в войне, требовали отречения Фердинанда от престола. Он выполнил это требование, отрёкся в пользу своего сына, и с тремя остальными детьми отправился в изгнание в свой родной город Кобург. 3 октября 1918 года в этих обстоятельствах князь Борис вступил на болгарский престол под именем Бориса III.
Начало правления было неудачным. Борис не имел достаточного опыта и был оторван от семьи (он не видел двух сестёр до конца 1921 года и своего брата Кирилла до 1926 года). Два неурожая 1917 и 1918 годов, карточная система и иностранная оккупация вызвали повышенную активность ультралевых партий: Земледельческого союза и коммунистов. Но из всех стран, проигравших Первую мировую войну, только Болгария сохранила монархию.

### Первые годы

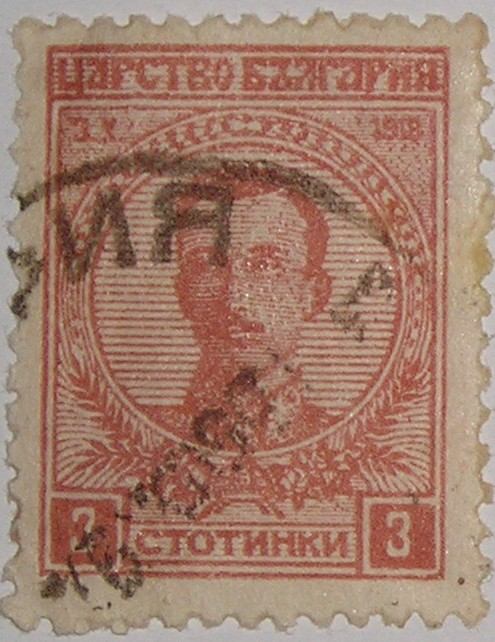
Болгарская почтовая марка, выпущенная в 1919 году к первой годовщине коронации Бориса III

6 октября 1919 года выборы привели к власти Болгарский земледельческий народный союз (БЗНС) и царь был вынужден назначить его лидера, Александра Стамболийского, премьер-министром. Болгария была преимущественно аграрной страной, и премьер-министр был чрезвычайно популярен среди крестьян. Он быстро высказал свою враждебность как среднему классу и армии, так и самой идее монархии, и установил авторитарное правление. Борис неоднократно пытался высказать ему своё недовольство, но получил ответ, что болгарский царь царствует, но не управляет. Борис признавался близким: «Я чувствую себя владельцем посудной лавки, в которую запустили слона. Я должен буду собрать осколки и залечить раны».
9 июня 1923 года военный переворот сверг правительство БЗНС, Стамболийский был схвачен и расстрелян. Один из лидеров переворота, Александр Цанков, был назначен премьер-министром нового правительства. Переворот стал началом долгого периода внутренней нестабильности. 23 сентября 1923 года началось восстание, возглавленное коммунистами и продолжавшееся несколько дней. Оно было подавлено, после чего начался «белый террор», при котором жертвами террористических и анти-террористических сил стали около 20 тысяч человек. В одном только 1924 году произошло около двухсот политических убийств.
В этой ситуации, в 1925 году после так называемого Петричского инцидента Греция объявила войну Болгарии. Несмотря на вмешательство Лиги Наций, ситуация внутри страны оставалась крайне напряжённой.

### Два покушения

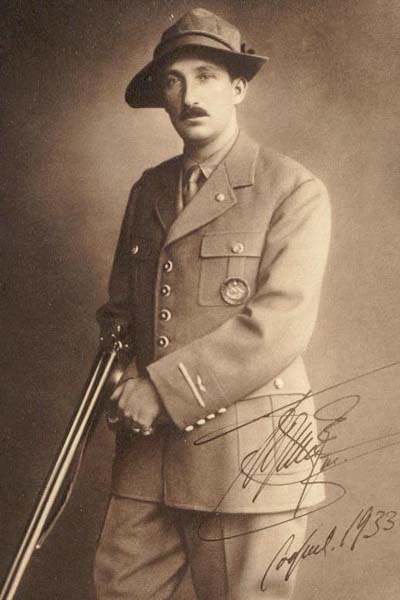
Борис III. Фото с охотничьим ружьём

13 апреля 1925 года Борис III в сопровождении четырёх человек отправился на машине на охоту на перевал Арабконак около городка Орхание. На обратном пути раздались выстрелы, телохранитель царя и сотрудник Музея натуральной истории были убиты, шофёр ранен. Борис попытался взять управление машиной, но не справился с ней, и автомобиль врезался в телеграфный столб. Случайно проезжавший мимо грузовик позволил Борису и двум оставшимся в живых его спутникам скрыться. В тот же день был убит бывший генерал и депутат Константин Георгиев.
Через три дня в соборе Святой Недели в Софии произошли похороны убитого генерала, на которых присутствовали многие болгарские политики. Коммунисты и анархисты воспользовались этим, заложив в собор бомбу. На этот раз покушение явно было направлено против Бориса III и правительства. Взрыв произошёл во время церемонии похорон. Погибли 128 человек, в том числе мэр Софии, одиннадцать генералов, двадцать пять высших офицеров, шеф полиции и целый класс лицеисток. Борис III опоздал на церемонию из-за того, что был на похоронах своего друга-охотника. За покушением последовала волна репрессий со стороны властей. В тот же вечер было введено военное положение, в последующие две недели было арестовано 3194 человека, многие из которых были убиты без суда или приговорены к смертной казни.

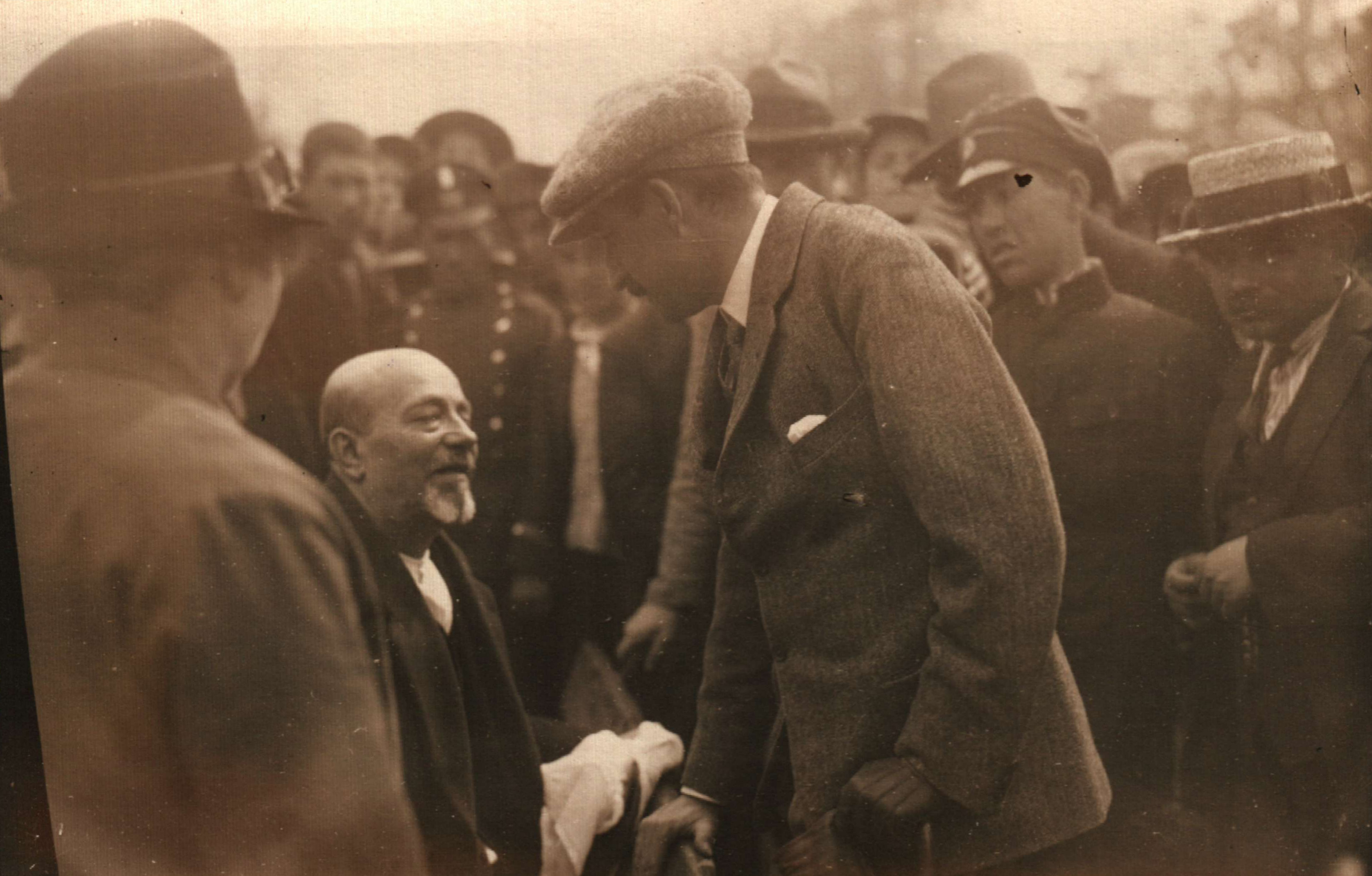
Царь Болгарии Борис III на встрече с пострадавшими в результате Чирпанского землетрясения 14 апреля 1928 года.
Пловдив, 1928

### Последние годы

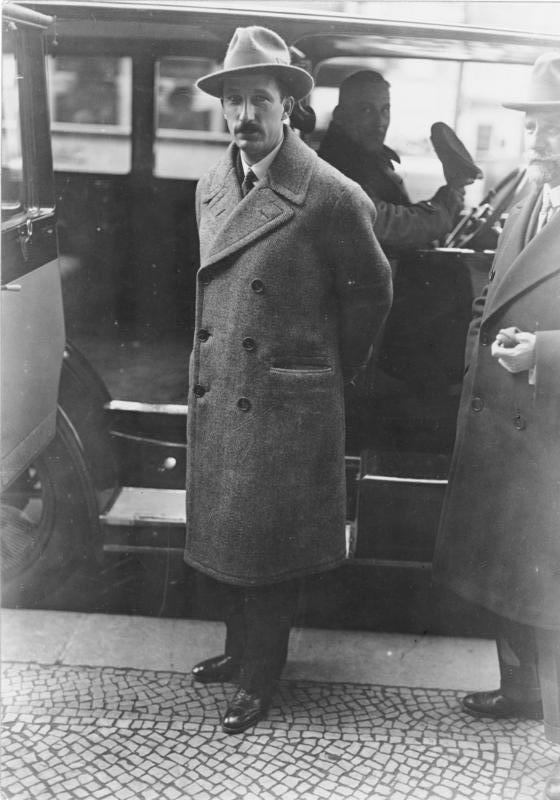
Борис III, Берлин, 1929 г.

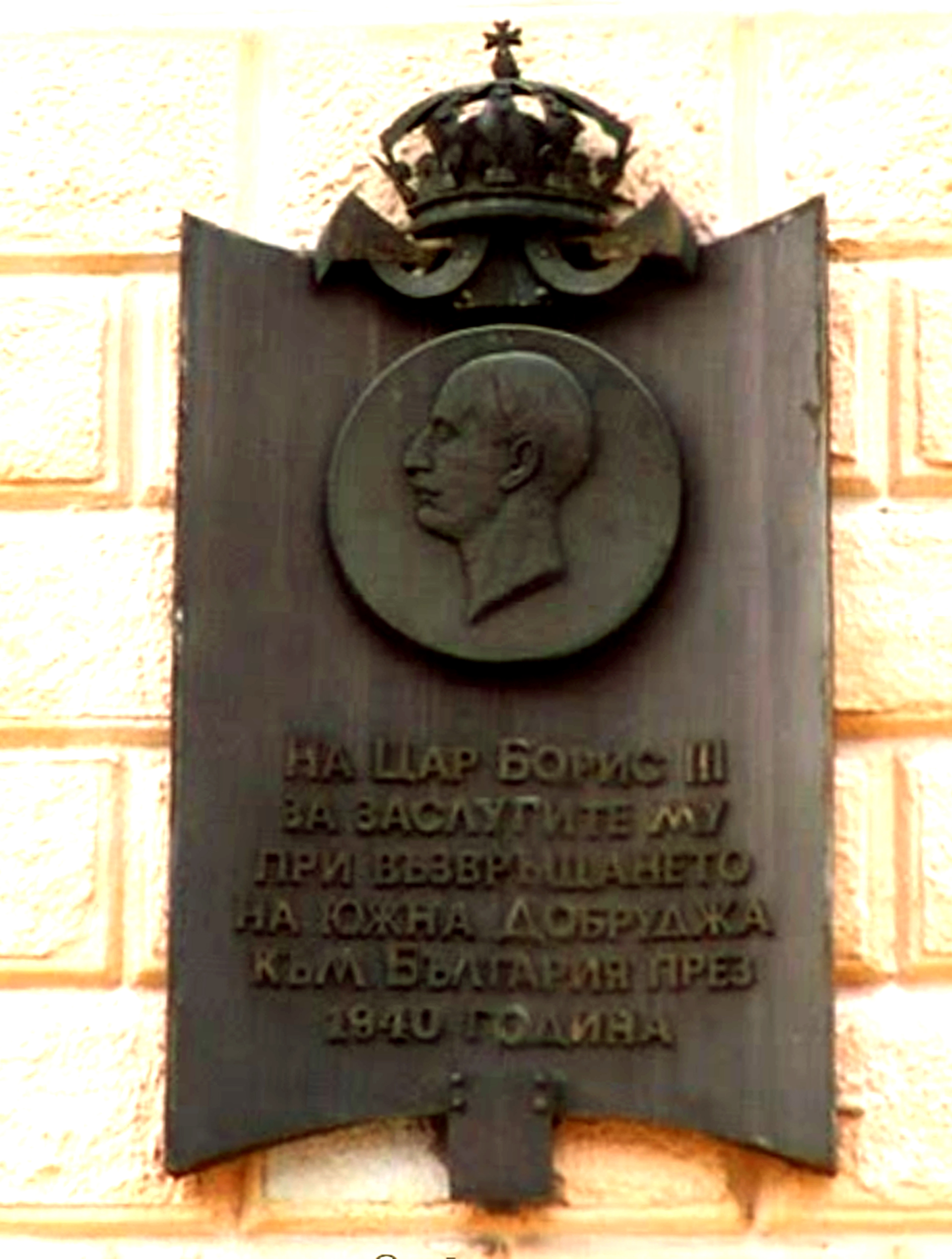
Город Добрич — пл. «Царь Борис III Объединитель» мемориальный барельеф Царя 1992

19 мая 1934 года  произошёл военный переворот, а 21-22 января 1935 года контрпереворот, приведший к личной диктатуре царя Бориса. Поначалу он не препятствовал сближению своих пронемецких министров с Гитлером и вовлечению Болгарии в круг сателлитов Германии.
В 1938 году находился в числе сторонников политики «умиротворения» Гитлера: перед подписанием Мюнхенского соглашения отправил личное письмо Чемберлену, в котором изложил свою позицию в отношении расчленения Чехословакии: «Следует пожертвовать Судетской областью, чтобы спасти чехословацкое государство и мир в Европе».
В 1940 году Болгарии перешли по согласованию с Германией и Румынией Южная Добруджа, а в 1941 — районы исторической Македонии (включая выход к Эгейскому морю), утраченные Болгарией по Нёйискому договору 1919 года и между войнами входившие в захваченные на тот момент немцами Югославию и Грецию. Неоднократно встречался с Гитлером, в том числе в его горной резиденции Бергхоф. 1 марта 1941 года подписал соглашение о присоединении Болгарии к Пакту трёх держав, 25 ноября 1941 — к Антикоминтерновскому пакту.

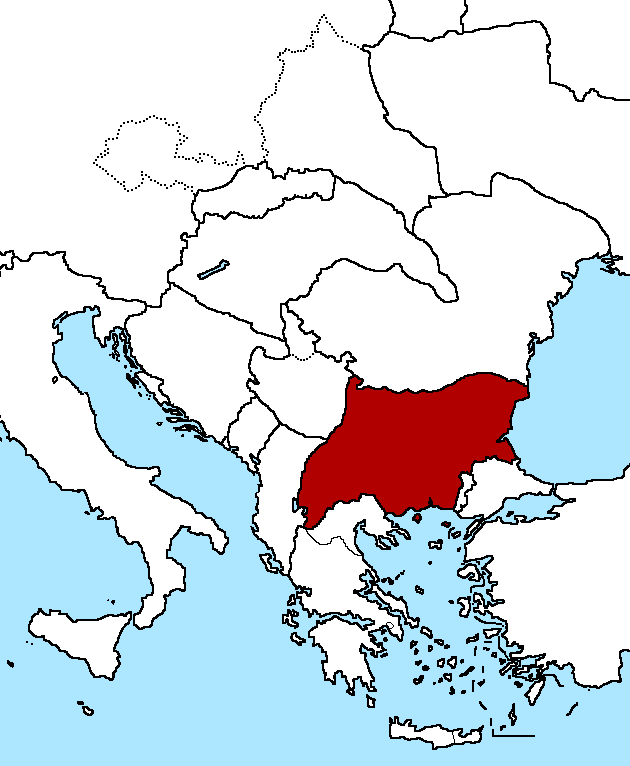
Карта Третьего Болгарского царства в 1942 году

Однако, учитывая прорусские настроения значительной части народа и будучи пацифистом по убеждениям, во время Второй мировой войны не объявлял войну СССР и не посылал болгарских войск на Восточный фронт. Кроме того, смог спасти 50 тысяч болгарских евреев, мобилизовав их на общественные работы (его память увековечена в Израиле). Немецкие войска присутствовали в Болгарии лишь вдоль железной дороги, ведшей в оккупированную Грецию. Царь Борис III внезапно скончался 28 августа 1943 года — через несколько дней после возвращения в Софию с проходившей в Восточной Пруссии встречи с Гитлером, по официальной версии — от инфаркта.

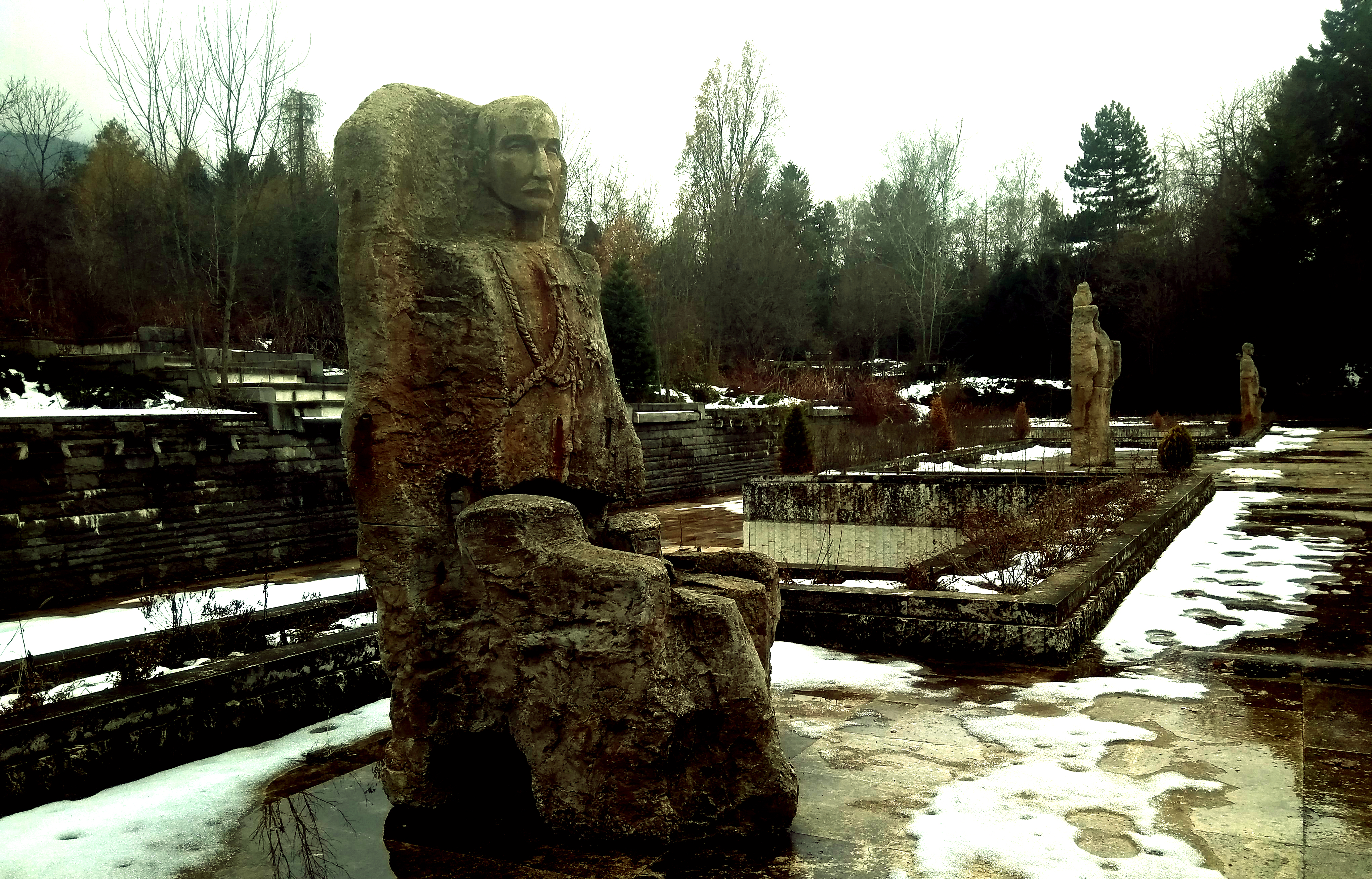
Царь Борис III болгарский — скульптор Куньо Новачев, архитектор Миломир Богданов, София Национальный исторический музей Болгарии 2016 г., это первая созданная статуя Царя в натуральную величину.

Преемником Бориса стал его 6-летний сын Симеон II, впоследствии премьер-министр Болгарии (2001—2005).

## Личная жизнь
25 октября 1930 года в итальянском Ассизи Борис III женился на дочери короля Италии Виктора Эммануила III и Елены Черногорской — Джованне Савойской. На церемонии гражданского бракосочетания, среди гостей был премьер-министр Италии Бенито Муссолини. Было совершено богослужение по католическому обряду, а двумя неделями позже в Софии православное таинство венчания, что вызвало конфликт с католической церковью. Джованна приняла болгарскую версию своего имени — Йоанна. Царица была хорошо принята в Болгарии, частично из-за славянских корней со стороны матери. Она занималась благотворительностью, финансировала госпиталь для детей.
У супругов было двое детей, крещённых в Православной церкви: дочь Мария Луиза (род. 1933) и сын Симеон (род. 1937), царь Болгарии как Симеон II в 1943—1946 гг. и премьер-министр Болгарии в 2001—2005 гг.

## Образ в искусстве
- Дважды образ царя на экране воплощал актёр Наум Шопов: в 1965 году в фильме «Царь и генерал» и в 1976 году в фильме «Солдаты свободы».
- Также дважды роль царя Бориса III исполнил Любомир Младенов[болг.]: в советско-болгарском фильме «Берега в тумане» (1986) и в болгарском сериале «В поисках пропавших без вести[болг.]» (1979).
- В болгарском сериале «Одни среди волков[болг.]» (1979) роль Бориса III сыграл Васил Димитров[болг.].
- В телесериале «Вангелия» роль царя сыграл актёр Даниель Димов.
- В болгарском фильме «Жребий[болг.]» роль Бориса III сыграл Цветан Даскалов[болг.].